# Горбунов, Михаил Николаевич (учёный)
Михаил Николаевич Горбунов (1913—1981) — советский учёный в области самолётостроения, профессор Московского авиационного технологического института, заслуженный деятель науки и техники РСФСР.

Могила Горбунова на Кунцевском кладбище Москвы.

## Биография
Михаил Николаевич Горбунов родился 14 ноября 1913 года. 
Окончил Московский авиационный технологический институт, после чего остался в нём преподавать. С 1960 года и до самого конца своей жизни Горбунов возглавлял кафедру технологии самолётостроения (впоследствии переименованную в кафедру технологии производства летательных аппаратов) этого института, тринадцать лет был также его проректором по учебной работе.
Являлся автором большого количества научных работ, монографий, учебных пособий, учебников, статей в области самолётостроения. Руководил тестами современных технологий авиационного и ракетостроения в научных лабораториях института, внедряемых впоследствии в производство на крупных московских предприятиях. Кафедра Горбунова получила большое развитие в областях технологий заготовительно-штамповочных, сборочных, монтажных работ и испытаний. Кроме того, Горбунов являлся разработчиком новых на тот момент учебных планов обучения инженеров-механиков для нужд авиастроительной и ракетостроительной промышленностей, принятых в качестве типовых для авиационных высших учебных заведений СССР. В 1962 году Горбунов стал доктором технических наук, (тема диссертации «Интенсификация формоизменяющих операций листовой штамповки»), а в 1980 году получил звание Заслуженного деятеля науки и техники РСФСР.
Умер 23 июля 1981 года, похоронен на Кунцевском кладбище Москвы.